# Черноморцев, Виктор Михайлович
Виктор Михайлович Черноморцев (22 декабря 1947, Краснодар — 4 ноября 2014, Санкт-Петербург) — российский оперный певец (баритон) и педагог. Солист Мариинского театра, народный артист Российской Федерации (2007).

## Биография
Окончив Московскую консерваторию имени П. И. Чайковского по классу Владимира Шушлина, два года пел в Саратовском театра оперы и балета, носившим в то время имя Чернышевского. С 1974 по 1992 год выступал в Куйбышевском (ныне — Самарском) театре оперы и балета. С 1992 года был солистом Венской государственной оперы.
Дебютировав в 1994 году в Мариинском театре, по приглашению Валерия Гергиева переехал в Петербург и стал в постоянным членом труппы этого театра, где и выступал до конца жизни. Также преподавал в Санкт-Петербургской консерватории имени Н. А. Римского-Корсакова (к моменту своей смерти имел звание доцента консерватории).
В 1981 году ему было присвоено почётное звание заслуженного артиста РСФСР, в 2007 — народного артиста Российской Федерации. Имел также ряд других профессиональных наград, в том числе в 2001 году получил премию фестиваля «Золотая маска» за лучшую мужскую роль в оперном спектакле (Альберих из «Золота Рейна» Вагнера).
4 ноября 2014 года умер в Санкт-Петербурге на 67-м году жизни. Похоронен на Александровском кладбище в посёлке Александровская.